# Ilario Fiore
Ilario Fiore (Cortiglione, 14 novembre 1925 – Roma, 12 settembre 1998) è stato un giornalista e scrittore italiano.
Per anni fu corrispondente della RAI dall'estero: negli anni sessanta da New York, negli anni settanta da Mosca e negli anni ottanta da Pechino.

## Biografia
Dopo aver finito l'Istituto Tecnico a Nizza Monferrato, si trasferì a Torino dove si iscrisse alla Facoltà di Economia e Commercio, che lasciò quando Umberto Calosso lo chiamò al giornale Sempre Avanti, da lui diretto.
Dopo L'Umanità e la Settimana Incom, scrisse per Il Tempo di Angiolillo e Gianni Letta e fu inviato in Egitto, Argentina, Algeria e Ungheria.
Passato alla RAI fece per un breve periodo l'inviato speciale. Fu corrispondente dagli Stati Uniti, dalla Spagna, dall'Unione Sovietica e dalla Cina.
Morì il 12 settembre 1998 mentre stava lavorando ad un libro sul tentato furto da parte dei russi dei progetti per il Concorde. Fu sepolto nel cimitero di Castel di Guido a Roma.

## Opere
- Cose viste in Algeria 1956
- Ultimo treno per Budapest 1957
- Il Kennediano 1964
- La campagna d'Italia fotografata dal pentagono 1965
- Passaggio a sud-est 1965
- L'Italiano di ponte Cayumba 1967
- Chi ha ucciso Kennedy 1968
- Miss America 1969
- Laurenti il terribile 1973
- Caviale del Volga 1977
- Spia del Cremlino 1977
- La Spagna è differente 1980
- Mal di Cina 1984
- L'espresso di Shanghai 1987
- Tien An Men 1989
- I ragazzi di Tien An Men 1989
- California 1989
- Rapporto da Pechino 1990
- La Croce e il Drago 1991
- La nave di seta 1993
- La stanza di Kerenskij 1994
- L'uomo di Harbin 1996

| Controllo di autorità | VIAF (EN) 39396425 · ISNI (EN) 0000 0000 2297 4819 · SBN CFIV073868 · LCCN (EN) n81060071 · BNF (FR) cb12052738k (data) |